# Ingermanlands evangelisk-lutherska kyrka
Ingermanlands evangelisk-lutherska kyrka är ett registrerat trossamfund i Ryssland, med 8 000 medlemmar.
Efter Sovjetunionens fall har man upplevt tillväxt både numerärt och geografiskt. Tidigare bestod kyrkan mest av ingermanlandsfinnar men idag har man medlemmar bland nästan alla ryska nationaliteter.
1991 hade kyrkan ungefär 30 församlingar i Ingermanland, numera har man 83 församlingar på olika håll i Ryssland. Den nordligaste församlingen ligger i Murmansk, den sydligaste i Saratov, den västligaste i Kosemkina och den östligaste i Irkutsk.

## Historia
Ingermanlands evangelisk-lutherska kyrka har sin historiska bakgrund i Sveriges erövring av Ingermanland på 1500-talet. Lutherska bönder flyttade då från Finland till de delar av Ingermanland som, efter vapenstilleståndet i Plussajoki 1583, tillföll Sverige. Den första bestående församlingen grundades 1611 i Lempaala i Nordingermanland.
Genom freden i Stolbova 1617 anslöts Ingermanland till det svenska kungariket och under superintendent Johannes Gezelius d.y. (1681–89) stärktes kyrkans ställning.
1721 slöts freden i Nystad varvid Ingermanland åter tillföll Ryssland. 1809 anslöts Finland till det ryska tsarväldet och ingermanlandsfinnarnas relation till moderkyrkan stärktes.
1820–1830 var Zacharias Cygnæus d.y. luthersk biskop i Sankt Petersburg. På hans initiativ omvändes ortodoxa ingrer och karelare till lutherdomen, den lutherska kyrkans ställning förstärktes och den ortodoxa tron ofredades. I slutet av detta århundrade tillhörde 75 % av befolkningen i Ingermanlands evangelisk-lutherska kyrka.
1918 blev Ingermanlands kyrka självständig och till ledare för dess konsistorium utsågs prosten Selim Jalmari Laurikkala. På 1920-talet bestod kyrkan av 34 församlingar.
Under kommunisttiden var kyrkan förbjuden att verka fritt och många av dess medlemmar deporterades, förföljdes och avrättades.  1938 stängdes S:ta Maria-kyrkan i Sankt Petersburg och Ingermanlands kyrkan upplöstes av myndigheterna. Under 1970-talet gav sovjetmyndigheterna åter tillstånd att grunda ingermanländsk-lutherska församlingar.
I början av 1990-talet skedde en livlig återuppbyggnad av de lutherska församlingarna i Ingermanland, under ledning av pastor Arvo Survo. 
S:ta Maria församling nystartades 1990 och församlingen fick åter rätt att hålla gudstjänster i kyrkan. Den 1 januari 1992 skiljdes Ingermanlands evangelisk-lutherska kyrka från den estniska evangelisk-lutherska kyrkan och blev åter en självständig kyrka. 1995 öppnades kyrkans utbildningscentrum i Keltto och året därpå vigdes Aarre Kuukauppi till biskop. 1996 undertecknade kyrkan ett samarbetsavtal med finländska Laestadianernas Fridsföreningars Förbund rörande missionsverksamheten i Jaama församling. Avtalet korrigerades och förnyades 2001. 2002 togs S:ta Maria-kyrkan i S:t Petersburg åter i bruk, efter en totalrenovering, och invigdes till domkyrka för Ingermanlands evangelisk-lutherska kyrka.
2008 lade det ryska justitieministeriet fram ett lagförslag, enligt vilken Ingermanlands evangelisk-lutherska kyrka och 55 andra religiösa organisationer skulle tvingas lägga ned verksamheten.
2023 uppstod en konflikt med Finlands evangelisk-lutherska kyrka om prästvigningar av finländska präster i Ingermanlands kyrka. Kyrkan hade då sedan 2012 vigt sammanlagt omkring 80 finländare till präster och diakoner för sitt missionsarbete i Ryssland.  Ingermanlands kyrka ansåg att de utländska prästerna därmed var bättre legitimerade inför ryska myndigheter i sitt missionsarbete. Finlands evangelisk-lutherska kyrka ansåg däremot att finländarna av teologiska skäl kringgick den finländska praxisen att en präst bör kunna samarbeta med kvinnor i prästämbetet. Konflikten drabbade dock mera de två missionsorganisationer i Finland, vars medlemmar hade blivit prästvigda i Sankt Petersburg.